# Сименс Вектрон
Сименс Вектрон е магистрален локомотив, предназначен за пътнически и товарни влакове. Той представлява развитие на т. нар. „стандартен“ локомотив Siemens EuroSprinter ES-64. Представен е за първи път в средата на 2010 г. на международния железопътен панаир „InnoTrans“ в Берлин (2006).

## Дизайн
На една и съща база се строят както електрически локомотиви, така и дизел-електрически локомотиви. Различните варианти в Германия се означават със серия 6191 – 6193 за електрическите и 1247 за дизел-електрическите варианти. В зависимост от оборудването (дизелов / електрически / мултисистемен вариант) цената на един локомотив е между 3 и 5 млн. €.
Външно локомотивите Vectron не се различава много от предшественика си Eurosprinter. Има разлики във вътрешното оформление. Машинното отделение се състои от централен коридор, а цялото оборудване е разположено отстрани. Колоосите се задвижват от зъбни колела. Теглото на локомотива е 80 – 90 тона. Строи се в следните варианти:
- Мултисистемен локомотив (MS) с мощност 6400 кW и максимална скорост от 200 км/ч;
- Локомотив за променлив ток (AC) с мощност 6400 кW и максимална скорост 160 или 200 км/ч;
- Локомотив за постоянен ток (DC) с мощност 5200 кW и максимална скорост 160 или 200 км/ч;
- Локомотив за променлив ток (AC) с мощност 5600 kW и максимална скорост 160 km/h;
- Дизел-електрически локомотив (DE) с мощност 2400 kW и максимална скорост 160 km/h.

Електрическите локомотиви обикновено са с максимална скорост 160 км/ч, като електрическия двигател може да се настрои без големи усилия за максимална скорост 200 км/ч. Има възможност за монтаж на допълнителен 180 кW дизелов двигател за маневриране в неелектрифицирани участъци. Дизеловите локомотиви са пригодени за максимална скорост 160 км/ч. Кошът на локомотива е малко по-дълъг от този на електрическия локомотив (около 1 m). При дизеловия вариант има два странични коридора в машинното отделение и шестнадесет цилиндров V-MTU двигател, отговарящ на стандартите за емисии на UE IIIB.

### Смартрон
През 2018 година Сименс представя модификацията Smartron, която представлява пре-конфигуриран локомотив Vectron, ориентиран към товарните превози.

## Одобрения за движение в други страни
| Държава     | MS  | AC  | DC | DE |
| ----------- | --- | --- | -- | -- |
| България    | (x) | (x) |    |    |
| Германия    | x   | x   |    | x  |
| Финландия   |     | x   |    |    |
| Италия      | x   |     | x  |    |
| Хърватия    | x   | x   |    |    |
| Нидерландия | x   |     |    |    |
| Норвегия    |     | x   |    |    |
| Австрия     | x   | x   |    | x  |
| Полша       | x   |     | x  |    |
| Румъния     | x   | x   |    |    |
| Швеция      |     | x   |    |    |
| Швейцария   | (x) | (x) |    |    |
| Сърбия      | (x) | (x) |    |    |
| Словакия    | x   | x   |    |    |
| Словения    | x   |     |    |    |
| Чехия       | x   | x   | x  |    |
| Турция      | x   | x   | x  | x  |
| Унгария     | x   | x   |    |    |

- Отбелязаните в скоби одобрения от държави са извършени въз основа на сравнителен анализ с изпитания в други страни.

В края на юни 2012 г. електрическите локомотиви получават първи постоянен допуск до железопътната мрежа на Румъния и временен за полските и шведските железници. През септември 2012 г. достъпът до полските вече е постоянен. В Германия одобрението е получено на 21 декември 2012 г. През март 2013 г. са одобрени за Австрия, през май 2013 г. за Швеция, на 5 декември 2013 г. за Унгария, на 1 юли 2014 г. – в Норвегия. На 2 юли 2014 г. мултисистемният локомотив получава достъп до немската железопътна мрежа, на 7 ноември 2014 г. и за Турция. По това време шест мултисистемни локомотиви получават временно разрешение за Чехия, на 14 ноември и за Словакия. Малко по-късно, няколко локомотива с постоянен ток са временно разрешени за Чехия, а окончателното одобрение е дадено на 25 март 2015 г. На 12 май 2015 г. е одобрено приемането в Словакия, а през юли 2015 г. получават сертификат за движение в Италия. От август 2015 г. в Полша е одобрена и мултисистемната версия. През септември 2015 г. одобрението е получено и за Хърватия и Словения. Дизеловата версия е одобрена в Германия от 24 септември 2014 г. а на 3 август 2015 г. и за Австрия.

## Продажби
| Собственост на български оператор |

| Оператор                                | Тип             | Брой        | № на локомотива | Продажба | Бележки |
| --------------------------------------- | --------------- | ----------- | --- | -------- | --- |
| „Railpool“                              | 15kV 16.7 Hz АС | 6           | 193 801 – 806 | 2010     | За преминаване на австрийско-немската граница на товарни и пътнически влакове |
| „FuoriMuro“                             | 3kV DC          | 2           | 191 002 – 003 | 2012     | Италиански частен оператор. Поръчани през март 2012, доставени в края на 2013 г. |
| „ДБ Карго Полша“                        | 3 kV DC         | 23          | 5 170 035 – 057 | 2012     | За обслужване на товарни влакове в Полша, доставени между 2012 и 2015 г. |
| „Mitsui Rail Capital Europe“ (MRCE)     | AC              | 15          | 193 850 – 860 193 870 – 873 | 2013     | Версия за 160 km/h, с възможност за преобразуване в мултисистемна версия |
| „BoxXpress“                             | AC              | 4           | 193 840 – 841 193 880 – 881 | 2013     | За обслужване на влакове между Германия и Австрия |
| „CargoServ“                             | АС              | 1           | 1193 890 | 2013     | |
| „Paribus Capital“                       | AC              | 2           | 193 921 – 922 | 2013     | За обслужване на пътнически влакове в Швеция |
| „VR Group“                              | 25 kV 50 Hz AC  | 80          | 91 10 3103 301 – 380 (VR серия Sr3) | 2013     | Договор за 300 млн. € с финландския национален жп оператор за обслужване на пътническите и товарните влак. Първата машина е доставена през 2016 г. Междурелсието е 1524 мм, и версията е модифицирана за работа при −40 °C. Оборудвани са и с допълнителни дизелови двигатели за маневриране. |
| „CFI“                                   | DC              | 2           | 191 011 – 012 | 2014     | Поръчани от „Compagnia Ferroviaria Italiana“ със 180 kW дизелов модул за маневриране в неелектрифицирани участъци |
| ELL                                     | AC/MS           | 50          | 193 205 – 207; 214 – 216; 220 – 222; 226 – 227; 239 – версия АС 193 201 – 204; 208 – 213; 217 – 219; 223 – 225; 229 – 238; 240 – 246; 250 – 251; 831 – 832 – версия MS | 2014     | Поръчани за лизинг от „European Locomotive Leasing“ (ELL), финансиран от „Kohlberg Kravis Roberts“. Договорирани са до около 50 локомотива версия АC за Германия, Австрия и Унгария, и версия МС с оборудване за работа в Полша, Словакия и Чехия                                             |
| ?                                       | АС              | 1           | 193 845 | 2014     | Доставен през август 2014 г. |
| „Railpool“                              | АС              | 5           | 193 810 – 814 | 2014     | Поръчани от лизинговата компания „Railpool“ GmbH. |
| „MRCE“                                  | 15 kV AC        | 20          | 193 600 – 606 861 – 867; 874 – 879 | 2014     | Юни 2014 г.; версия 6.4 MW 200 km/h |
| „BoxXpress“                             | АС              | 4           | 193 842 – 843; 882 – 883 | 2014     | Доставките започват през ноември 2014 г. |
| „Wiener Lokalbahnen Cargo“ GmbH (WLC)   | АС              | 1           | 1193 890 | 2014     | |
| „Вегберг-Вилденрат“                     | DE              | 1           | 247 901 | 2015     | За изпитания на полигона „Вегберг-Вилденрат“, собственост на „Сименс“ |
| „BLS Cargo“                             | MS              | 15          | 475 401 – 415 | 2015     | За експлоатация в Германия, Австрия, Италия и Нидерландия |
| „ENON“ GmbH                             | AC / Diesel     | 1           | 193 848 | 2015     | За обслужване на влакове през австрийско-германската граница. Оборудван с допълнителен дизелов двигател за маневриране в неелектрифицирани участъци |
| „ITL Eisenbahngesellschaft“             | MS              | 6           | 193 891 – 896 | 2015     | Поръчани три локомотива за експлоатация в Германия, Австрия, Полша, Чехия, Словакия и Унгария с опция за още три. Втората партида е взета през 2016 г. |
| „PKP Cargo“                             | MS              | 15          | 5370 013 – 027 | 2015     | За доставка през 2016 – лятото на 2017 г. Екипирани за работа в Австрия, Чехия, Германия, Унгария, Полша и Словакия. Три са оборудвани за Нидерлания. Опция за още 5 единици |
| „MRCE“                                  | 15 kV AC/MS     | 21          | 193 640 – 650 – версия MS 193 607 – 616 – версия АС | 2015     | 10 локомотива, оборудвани за работа в Германия и Австрия, 11 за работа в Германия, Австрия и Италия |
| „Railpool“                              | АС              | 3           | 193 815 – 817 | 2015     | Поръчани от лизинговата компания „Railpool“ GmbH. |
| „Unicredit Leasing“ GmbH                | DC              | 8           | 191 013 – 020 | 2015     | Локомотиви, наети от „DB Schenker Rail“. Доставени в края на 2016 г. Версия 5,200 MW, 160 km/h. |
| „EP Cargo“                              | MS              | 1           | 193 823 | 2015     | Досатвени през февруари 2016 г. С възможност за движение в Германия, Австрия, Чехия, Словакия, Полша, Унгария и Румъния |
| „Prvá Slovenská Železnicná“ (PSŽ)       | MS              | 1           | 193 820 | 2015     | С възможност за движение в Германия, Австрия, Чехия, Словакия и Унгария |
| „Lokomotion“                            | MS              | 8           | 193 770 – 777 | 2016     | С възможност за движение в Германия, Австрия и Италия |
| „TX Logistik“                           | MS              | 10          | 193 550 – 559 | 2016     | Закупени от „Alpha Trains Luxembourg“ взети на лизинг от „TX Logistik“. С възможност за движение в Германия, Австрия и Италия |
| „ČD Cargo“                              | MS              | 5           | 7 383 001 – 005 | 2016     | Версия МС, за работа в Чехия, Унгария и Румъния. Мощност 6,400 kW, скорост 160 km/h. |
| „Railpool“                              | AC              | 5           | 193 824 – 828 | 2016     | С възможност за работа в Германия, Австрия, Унгария и Румъния. С опция за още 10 броя |
| „ELL“                                   | АС / MS         | 58          | 193 256 – 263; 268 – 273; 276; 278 – 283; 285 – 286; 289 – 299; 722 – 726; 830 – версия MS 193 247 – 249; 252 – 255; 264 – 267; 274 – 275; 277; 284; 287 – 288; 721    | 2016     | До 50 локомотива за „European Locomotive Leasing“, предназначени за работа в Нидерландия, Германия, Италия и други централноевропейски държави |
| „MRCE“                                  | MS              | 10          | 196 651 – 660 | 2016     | За експлоатация между Германия, Австрия и Италия |
| „Hector Rail“                           | AC              | 20          | 193 923-924 6243 103-116 | 2016     | |
| ?                                       | МS              | 1           | 193 846 | 2016     | Доставен през октомври 2016 г. |
| „Compagnia Ferroviaria Italiana“ (CFI)  | DC              | 2           | 191 009-010 | 2016     | |
| „Railcare“                              | AC              | 7           | 4476 451-455 | 2016     | Версия 6,400 MW 15kV AC с допълнителен дизелов двигател за маневри в неелектрифицирани участъци |
| „Infraleuna“ GmbH                       | DE              | 1           | 247 907 | 2016     | Първа външна поръчка на дизеловия вариант, доставен през 2017 г. |
| „MRCE“                                  | MC              | 15          | 193 661-675 | 2016     | |
| „DB Cargo“                              | DE              | 4           | 247 902-904 | 2017     | Дългосрочен наем от Сименс. |
| „LokRoll“ AG                            | MS              | 18          | 91 80 6193 461-478 | 2017     | Локомотивите са наети от „SBB Cargo“ |
| „Austrian Federal Railways“ (ÖBB)       | MS, AC          | 200 (около) | 1293 001-030 | 2017     | Договор с националния жп оператор на Австрия за доставка до 100 локомотива версия AC – 50 броя и версия AC с допълнителен дизелов двигател за маневриране в неелектрифицирани участъци – 50 броя и версия МС – 50 броя. При подписването са договорирани още 30 броя версия МС                |
| „Raaberbahn“ (GySEV)                    | AC / MС         | 9           | 471 001-006 – версия АС 471 500-502 версия МС | 2017     | 2 броя с допълнителни дизелови двигатели (AC), 3 броя версия МС и 4 броя версия АС |
| „Unipetrol Transport“                   | MS              | 3           | 7383 050-052 | 2017     | 6,400 MW за работа в Чехия, Германия, Австрия, Полша и Словакия |
| „ITL Eisenbahngesellschaft“             | MS              | 6           | 193 781-785 | 2017     | 3 броя за работа в Германия, Австрия, Полша, Чехия, Словакия, Румъния и Унгария, и четири броя и за Нидерландия |
| „ČD Cargo“                              | MS              | 3           | 7380 006-008 | 2017     | Версия МС за работа в Чехия, Унгария, Словения и Румъния |
| „Hupac“                                 | MS              | 8           | 193 490-497 | 2017     | 6,400 MW за работа в Германия, Австрия, Швейцария, Италия и Нидерландия |
| „InRail“                                | DC / МС         | 2           | 191 100 – версия DC 193 847 – версия МС | 2017     | За работа в Италия. |
| Дойче бан                               | MS              | 60          | 193 300-359 | 2017     | Договорирани 60 броя за работа в Германия, Австрия, Швейцария, Италия, Нидерландия и от 2020 г. – в Белгия |
| „MRCE“                                  | MS              | 10          | 193 700-703 | 2017     | За работа между Германия, Австрия, Италия, Швейцария и Нидерландия |
| „MRCE“                                  | DC              | 20          | 191 021-023 | 2017     | 20 броя за работа в Италия. С опция за още 20 броя |
| „Železničná spoločnosť Slovensko“       | MS              | 10          | 6383 101-107 383 201-203 | 2017     | За работа в Словакия |
| „BoxXpress“                             | MS              | 4           | 193 833-836 | 2017     | За работа в Германия |
| „Railroad Development Corporation“ GmbH | DE              | 2           | 247 908-909 | 2017     | За автомобилни влакове до остров Зюлт |
| „Stern und Hafferl Verkehr“             | DE              | 1           | 1247 905 | 2017     | Локомотивът е използван за тестове и презентации от Сименс |
| „ENON“ GmbH                             | AC              | 1           | 193 838 | 2017     | За работа в Австрия и Германия |
| „Adria Transport“                       | MS              | 1           | 193 822 | 2018     | |
| ПИМК Рейл                               | AC              | 1           | 91 80 6192 962-9 | 2016     | Преномериран 91 52 1380 962-6 (име „Калина“). За кратко (2016-17) с № 91 52 0192 962-6. |
| ДМВ Карго Раил                          | AC              | 2           | 91 80 6192 961-1 (име „Fighter 1“) и 91 80 6193 972-7 (име „Fighter 2“)                                                                                                | 2018     | Преотдадени на ПИМК Рейл и преномерирани съответно 91 52 1080 961-1 (име „Пресиана“) и 91 52 1081 972-7 (име „Теодора“) |
| ?                                       | MS              | 1           | 5370 028 | 2018     | За работа в Полша, Германия, Австрия, Чехия, Словакия, Румъния и Унгария |
| „DSB“                                   | MS              | 44          | | 2018     | За работа в Дания от 2021 г. и датско-германската граница |
| „MRCE“                                  | 15 kV AC / MС   | 25          | | 2018     | 20 броя версия МС, 5 броя версия AC |
| „Srbija Kargo“                          | MS              | 8           | | 2018     | За работа в Сърбия, Хърватия, Унгария, Австрия и Германия |
| „LocoItalia“                            | DC              | 4           | | 2018     | С опция за още 15 броя |
| „EP Cargo“                              | MS              | 1           | 193 844 | 2018     | |
| „RTB Cargo“                             | MS              | 3           | | 2018     | |
| „ČD Cargo“                              | MS              | 4           | | 2018     | |